# Jani gaat...
Jani gaat... is een Vlaams televisieprogramma van het productiehuis Koeken Troef op VIER. Het eerste seizoen startte op maandag 4 april 2016. Het tweede seizoen ging van start op maandag 10 april 2017.

## Concept
In het programma duikt Jani Kazaltzis telkens onder in een andere wereld, die voor hem onbekend is. Op die manier trotseert hij zijn grootste angsten. Zo gaat Jani naar het leger, wordt hij wielrenner, gaat hij op spokenjacht, maakt hij kennis met de vissport, trekt hij op safari, wordt hij mama, ontdekt hij de pokerwereld en gaat hij mee op een metalcruise.

## Afleveringen

### Seizoen 1
| Aflevering | Uitzenddatum  | Opdracht                     | Kijkcijfers |
| ---------- | ------------- | ---------------------------- | ----------- |
| 1          | 4 april 2016  | Jani gaat ... naar het leger | 558.741     |
| 2          | 11 april 2016 | Jani gaat ... fietsen        | 556.683     |
| 3          | 18 april 2016 | Jani gaat ... spoken jagen   | 407.000     |
| 4          | 25 april 2016 | Jani gaat ... op safari      | 406.597     |
| 5          | 2 mei 2016    | Jani wordt mama              | 561.225     |
| 6          | 9 mei 2016    | Jani gaat ... vissen         | 509.972     |
| 7          | 16 mei 2016   | Jani gaat... pokeren         | 483.867     |
| 8          | 23 mei 2016   | Jani gaat... op metalcruise  | 497.746     |

### Seizoen 2
| Aflevering | Uitzenddatum  | Opdracht                           | Kijkcijfers |
| ---------- | ------------- | ---------------------------------- | ----------- |
| 1          | 10 april 2017 | Jani gaat ... fluiten              | 316.809     |
| 2          | 17 april 2017 | Jani gaat ... porno                | 386.048     |
| 3          | 24 april 2017 | Jani gaat ... naar de brandweer    | 280.487     |
| 4          | 1 mei 2017    | Jani gaat ... naar Tokio           | 391.747     |
| 5          | 8 mei 2017    | Jani gaat ... naar het zorgcentrum | 416.129     |
| 6          | 15 mei 2017   | Jani gaat ... naar het Carnaval    | 351.674     |
| 7          | 22 mei 2017   | Jani gaat ... naar de Eskimo's     | 253.174     |
| 8          | 29 mei 2017   | Jani gaat ... naar het ballet      | 312.476     |